# زره‌دمان
زره‌دُمان (نام علمی: Hoplocercidae) نام یک خانواده از زیرراسته ایگوآناسانیان است.